# 活力唱載跳Leon 2000演唱會
活力唱載跳Leon 2000演唱會，是香港歌手黎明的慈善演唱會，由香港商業電台及香港公益金聯合主辦，渣打銀行為主要贊助商，演唱會於2000年12月9日在香港啟德機場停機坪舉行，演出場地可以容納1萬5千名觀眾，是2000年香港最大型的演唱會，演唱會扣除一切開支後，所有收益捐給香港公益金作慈善用途。

## 製作概念
黎明在2000年11月25日至12月24日期間，分別在廣州、香港、洛杉磯、多倫多、三藩市及大西洋城舉行巡迴演唱會，《活力唱載跳Leon 2000演唱會》是該巡迴演唱會的第二站，於2000年12月9日晚上在香港啟德機場停機坪舉行。演唱會以機場為主題，舞台採用類似機場的微斜跑道砌成的T字形設計，主舞台約七呎高，台邊由鐵枝搭建而成的燈架約十層樓高，舞台中央設有一座斜平台，舞台前加設一道仿效機場跑道的輸送帶，輸送帶可延伸到觀眾席的中央位置，演唱環節分為快歌及慢歌兩個部份，黎明在演唱會共換了5套演出服裝，由他的形象顧問Jonathan Chan負責訂製，其中2套服裝外披長褸。女舞蹈員負責扮演空中小姐，並於會場內播放飛機升降片段及以救生氣墊作為裝飾題，演唱會製作費用達港幣七位數字，由多個贊助商出資贊助。

## 反響
演唱會門票於2000年11月9日開始接受渣打銀行信用卡持有人優先訂票，售價分別為港幣400元、200元、100元，在內部認購階段已經接近售罄，主辦單位經商議後決定加設5千個座位，並加設票價為港幣80元的搖滾區企位，有關門票於2000年11月13日公開發售。根據傳媒報導，入場觀眾約有一萬二千人，現場觀眾來自香港、台灣、日本、韓國、東南亞等多個國家及地區，當中包括老人家及殘疾人士，由於演唱會舉行日期與黎明生日的日子接近，有觀眾合資訂造了一面刻上「一帆風順」的金牌送給黎明，也有觀眾在演唱會舉行期間跑到舞台前送禮物，並大叫生日快樂，當時的香港特別行政區行政長官夫人董趙洪娉以公益金籌募委員會主席身份上台送花致謝。評論認為演唱會的舞台設計配合機場氣氛，頗有現代感。黎明表示此演唱會的舞台需要幾天時間才搭建而成，綵排時間相信減少了，他對於自己的演出表現感到滿意，只是綵排和準備時間不足，導致唱歌時甩了數字和演唱會中段出現多次接不上的情況。

### 註腳列表
1. ↑  . 明報. 2000-11-09  [2020-01-24]. （原始内容存档于2020-01-24） （中文）.
2. ↑  . 蘋果日報. 2000-12-10: C04  [2021-06-30]. （原始内容存档于2021-06-30） （中文）.
3. ↑  . 明報. 2000-11-08  [2021-01-24]. （原始内容存档于2021-11-24） （中文）.
4. 1 2  . 文匯報. 2000-11-08  [2020-01-24]. （原始内容存档于2019-07-01） （中文）.
5. 1 2  葉蘅﹑莎莎. . 新報. 2000-12-10: C01  [2021-01-24]. （原始内容存档于2020-10-26） （中文）.
6. 1 2  . 中國新聞網. 2000-12-11  [2019-04-13]. （原始内容存档于2019-04-13） （中文（简体））.
7. ↑  范思逸. . 明報. 2000-12-11  [2021-01-24]. （原始内容存档于2021-01-24） （中文）.
8. 1 2  余燕燕. . 星島日報. 2000-12-11: A24  [2020-10-26]. （原始内容存档于2020-10-26） （中文）.
9. ↑  . 星島日報. 2000-12-11  [2023-07-29]. （原始内容存档于2023-07-29） （中文）.
10. ↑  范思逸. . 明報. 2000-12-10: C03  [2021-01-24]. （原始内容存档于2020-10-26） （中文）.
11. 1 2  . 東方新聞. 2000-12-11  [2020-01-24]. （原始内容存档于2019-04-13） （中文）.
12. ↑  . 大公報. 2000-11-09  [2024-08-24]. （原始内容存档于2024-08-24） （中文）.
13. ↑  余燕燕. . 星島日報. 2000-12-10: A23  [2021-01-24]. （原始内容存档于2020-10-26） （中文）.
14. ↑  葉蘅. . 新報. 2000-12-11: C03  [2021-01-24]. （原始内容存档于2020-10-26） （中文）.
15. ↑  何月秋. . 華視新聞網. 2000-12-10  [2020-01-24]. （原始内容存档于2019-04-13） （中文）.
16. ↑  . 香港商報. 2000-12-11: B08  [2021-01-24]. （原始内容存档于2020-10-26） （中文）.
17. ↑  . 東方日報. 2000-12-11  [2021-01-24]. （原始内容存档于2021-01-24） （中文）.
18. ↑  . East Day娛樂頻道. 2000-12-11  [2021-01-24]. （原始内容存档于2021-01-23） （中文（简体））.

### 備註
1. ↑  香港啟德機場位於九龍九龍城區，1998年停止運作並遷移往赤鱲角香港國際機場，原有的跑道及停機坪等露天地方用作舉辦大型活動。